# Хайнрих Буркхард фон Папенхайм
Хайнрих Буркхард фон Папенхайм (на немски: Heinrich Burghard I von Pappenheim; * 15 век; † 24 февруари 1547, Папенхайм) от линията на наследствените имперски маршали Папенхайм-Грьоненбах, е фогт на княжеския манастир Кемптен в Бавария.

## Биография
Той е син на маршал Александер фон Папенхайм (1435 – 1511) и съпругата му Барбара фон Алербах.
Около 1539 г. Хайнрих Буркхард става фогт на княжеския манастир Кемптен. Той умира на 24 февруари 1547 г. Една картина в дворцовата църква в Папенхайм има следният надпис:
„Anno Domini 1547 den 24 februarij / als an dem don(n)erstag / vor Inuocauit / starb der Edel herr hainrich Burckharth zu Bappenheim deß hailigen Röm: / Reychs Erbmarschalck ~~ zu nacht zwischen 9 vnnd 10 vren“ – Inschrift am Gemälde in der Schloßkirche zu Pappenheim

## Фамилия
Хайнрих Буркхард фон Папенхайм се жени за Анна фон Хюрнхайм († 5 май 1567), дъщеря на Валтер фон Хюрнхайм-Хохалтинген († 1520) и Доротея фон Велден († 1561). Те имат три деца:
- Хайнрих XIII († 1590), женен I. за Маргарета фон Папенхайм-Тройхтлинген († 23 ноември 1576), II. за Корнелия/Цецилия фон Сайболдсдорф († 3 април 1587), III. за Урсула фон Шаумберг († 8 август 1612)
- Александер II (* 1530; † 1612), женен за Маргарета фон Сиргенщайн
- Барбара фон Папенхайм († 12 март 1606), омъжена за (Габриел) Дионис фон Шеленберг (* 1 октомври 1521; † 24 февруари 1586)